# Soły (rejon solecznicki)
Soły (lit. Salos) − wieś na Litwie, w gminie rejonowej Soleczniki, 4 km na zachód od Jaszunów, zamieszkana przez 2 ludzi. Przed II wojną światową w Polsce, w powiecie wileńsko-trockim województwa wileńskiego.